# Revolta dos Mau-Mau
Revolta dos Mau-Mau foi um movimento ocorrido durante o processo de descolonização do Quênia (1952), iniciado pelo grupo intitulado Mau-Mau, uma organização clandestina que surgiu entre os quicuios, grupo étnico do Quênia, com a finalidade de libertar o seu país do colonizador europeu (1952-1963).
A guerra faz perto de 100 000 mortos do lado africano e 320 000 prisioneiros (civis e rebeldes). Vários milhares de prisioneiros são torturados e cerca de mil são executados.

## História
Os europeus entraram em território queniano em meados do século XIX. Para facilitar uma economia baseada em grandes fazendas, os britânicos expulsaram os quicuios das terras férteis. Destituídos dos direitos civis, os quenianos exigiam uma reforma no sistema.
Era uma situação política que só teve mudada a sua tática quando o líder político dos quicuios, Jomo Kenyatta, formado pela "Escola de Economia de Londres", voltou da Inglaterra para assumir a presidência da recém-criada "União Africana do Quênia (KAU)" que, em 1960, passou a integrar a União Nacional Africana do Quénia. Kenyatta transformou a organização em um partido nacionalista de massas. Quando a revolta explodiu, em 1952, ele foi preso e condenado por liderar os Mau Mau. Kenyatta ficou na prisão até 1961.
A independência do Quênia concretizou-se em 1963. Um ano depois, o país foi reconhecido pela Comunidade Britânica das Nações, sob a presidência de Jomo Kenyatta, o líder nacionalista que, em 1963, ocupara o cargo de primeiro premiê do Quênia livre. Nos quinze anos seguintes, até a sua morte em 1978, Kenyatta presidiu a transformação da nação em um moderno Estado capitalista relativamente estável.

## A revolta
A imprensa ocidental descrevera a "guerrilha Mau Mau" que aterrorizava a colônia britânica do Quênia como uma sociedade secreta, "uma primitiva sociedade ritualística", inspirada por superstições, ou uma conspiração comunista. Mas, a revolta dos Mau Mau nada tinha de misterioso: a maioria dos quenianos queria libertar o país do regime europeu.
Em 1952, o governador colonial declarou estado de emergência e dezenas de milhares de quicuios apoiaram a rebelião deflagrada pelos Mau Mau - a maioria dos quenianos queria libertar o país do opressivo regime europeu e muitos acabaram apoiando os Mau Mau. A Grã-Bretanha enviou tropas e, numa luta que durou até 1956, morreram mais de onze mil quicuios e dois mil soldados. Apesar da prisão de milhares de africanos, as exigências de autonomia tornaram-se veementes. Após a Segunda Guerra Mundial, o amadurecimento das organizações políticas africanas e a violenta revolta dos Mau Mau tornaram insustentável o regime britânico.

## Independência
As primeiras eleições livres da colônia, em 1960, deram aos africanos o controle do legislativo. Logo depois, surgiram dois partidos - a União Nacional Africana do Quênia (KANU) e a União Democrática Africana do Quênia (KADU). Kenyatta estava preso, acusado (erroneamente) de liderar a revolta dos Mau Mau de 1952. Foi nomeado presidente do Kanu. Os dois partidos compuseram uma frente enquanto Kenyatta estava na prisão. Libertado, em 1961, negociou os termos da independência do Quênia. Viajou a Londres no ano seguinte, para negociar a independência do seu país adotando um tom conciliatório: os europeus ocupariam lugar no "Quênia do futuro" como cidadãos comuns.